# Илирска митологија
Илирска религија подразумева религијска схватања, култове и ритуале индоевропских племена која су у I миленијуму п. н. е. насељавала југозападне делове Балканског полуострва, односно источне обале Јадранског мора, од Истре до Валонског залива.

## Митологија у Илирији
У грчкој митологији епонимни херој Илира, народа змија су живели на источној обали Јадранског мора, у суседству Енхелејаца, народа-јегуља. Причало се да су тебански краљ Кадмо и његова супруга Хармонија дошли у земљу Енхелејаца да им помогну у борби против суседа. После победе, Кадмо је постао краљ освојене територије, а Хармонија му је ту родила сина Илирија, по коме је названа та земља. Ту су Кадмо и Хармонија дочекали дубоку старост, а после смрти су преображени у змије (в. Кадмо). Неки кажу да су они претворени у змије пред полазак из Тебе и да је сам Илирије рођен као змија. Према каснијем предању, Илирије је Полифемов и Галатејин син, Келтов и Галатов брат. Илиријеви синови Антариеј, Енхелеј, Перхаиб, Тауло, Дарто, Дисаро и Парто постали су епонимни хероји илирских племена.

## Илирска религија
Илирска религија подразумева религијска схватања, култове и ритуале индоевропских племена која су у I миленијуму п. н. е. насељавала југозападне делове Балканског полуострва, односно источне обале Јадранског мора, од Истре до Валонског залива. Именом Илири називало се најпре једно мало племе између Скадарског језера и реке Мати, а тек од средине IV. в. п. н. е. под тим именом подразумевала су се и остала њима блиска племена на Балканском полуострву. Илирска племена била су разједињена и само је једном од њих, Ардиејима, пошло за руком да остваре државу, са краљем на челу, коју су Римљани разбили 168. г. пре н. е.

## Илирскиа племена
Разлике између појединих илирских племена најуочљивије су управо у њиховој духовној култури, што не чуди јер живе у различитим друштвено-политичким приликама, климатским поднебљима те у близини различитих сусједних култура које на различите начине утјечу на Илире. Они нису никада имали једну, у духовном погледу, конзистентну и зрелу културу, као што су то биле келтска, скитска или етрурска. Једнако као што су били нејединствени у различитим подручјима културе (нпр. у плесу, глазби, језику, итд.), шароликост која влада на религиозном пољу говори о духовном нејединству Илира. Та нејединственост у духовној, као и у материјалној, култури те политичка нејединственост стварале су помутњу код писаца који су писали о њима већ у антици, као и код савремених писаца који нису могли повезати у цјелину сва племена која су се сматрала илирскима.
Немогућност Илира да створе једну велику панилирску политичку организацију умногоме је умањила прилику да су у илирских племена створи припадност једноме надплеменском националном бићу, да се формира јединствени пантеон који би створио барем илузију о заједничкој судбини свих Илира. Из знанога се може ишчитати да си Илири више заједничког у религији имали у доба старијега жељезног доба, него ли касније при стварању мањих политичких ентитета који су довели до духовне разједињености која раније није била толико изражена. Каснији утјецаји укључују грчке полисе, али и Рима, што је директна посљедица пада под Римско царство.

## Религиозна симболика
Све до Римске окупације, најбројнији остаци Илирске религије су они који се односе на посебно подручје религијских и магијских вјеровања – на религиозну симболику. Систематизирањем симбола пронађених на подручјима где су живјели Илири историчари су дошли до спознаје да је при формирању илирских вјеровања судјеловало неколико важних културно- етничких комплекаса. Понајприје, Илири су, као и многе друге неоенолитичке популације, поштовали култ Велике Мајке, односно култ плодности. Симболи тога култа су говедо, односно бик који је био персонификација регенеративних сила у природи, јарац који се жртвовао боговима да би се осигурала плодност земље и стоке те сјекира као симбол Велике Мајке. Одлучујући заокрет у репертоару симбола догађа се доласком Индоевропљана, док су каснији продори степских племена, долазак Келта те утјецаји хеленскога свијета и Италије у вријеме жељезнога доба низом нових значајних симбола тек обогатили постојећи репертоар, притом га не мијењајући. Илири ће с временом прихватити многе религиозне симболе окупатора, али и истовремено љубоморно чувати властите па ће тако многи илирски симболи у вјеровањима каснијих народа надживјети и само Римско царство.
Захваљујући успоредбама што се појављују у околним цивилизацијама, историчари су дешифрирали поједине симболе и смјестили их унутар илирскога симболичког сустава. Анализа многобројних симбола из илирских некропола и насеља доводи до закључка да је главни објект култа Илира у праповијесно доба било Сунце. О великој раширености тога култа свједоче многи симболи пронађени на разним предметима: концентрични кругови, свастика, спирални орнамент, привјесци у облику коња, ликови у облику змија, птица селица, итд. Сваки симбол открива неку од појединости врло комплекснога соларног култа код Илира. Свастика симболизира Сунце у покрету, Сунчева лађа, чест је приказ код Либурна, носи Сунчев диск по небеском своду; змија је симбол плодности, чуварица кућног огњишта, а многим је елементима повезана са соларним култом; јелен је, као жртвена животиња, симбол Сунца, а јавља се и коњ који вуче колица. Ово посљедње нас подсјећа на коње који вуку Фаетонова кола по небеском своду. Култ Сунца је најизраженији био у сјеверним илирским крајевима, док је у јужним крајевима доминирао култ змије која, као животиња – тотем илирскога рода, има средишњу улогу у митолошкоме и религијскоме суставу јужних Илира. И сам је назив Илира повезан са змијом.
Наиме, према старогрчкој легенди коју је записао Аполодор, Илyриос, родоначелник илирског рода, син је Феничанина Кадма и његове жене Хармоније. По налогу свога оца Агенора, краља Феничана, Кадмо је морао поћи у потрагу за својом сестром Европом коју је зграбио Зевс. Након многих лутања, не усудиши се вратити кући необављена посла, зауставио се у Беоцији у Грчкој и основао град Тебу. Оженивши се Хармонијом, кћерком бога рата Ареса и богиње Афродите, оде Кадмо, по налогу пророчишта, међу илирске Енхелејце и постаде њихов краљ. Ту му се роди син Иллyриос по којему су Илири добили име. У старости су се Кадмо и Хармонија претворили у змије и у том облику наставили живјети на Елизејским пољанама – кратак је то садржај легенде која у грчку митологију уводи и Илире. У легенди о Кадму пише и да је Иллyриоса по рођењу обавила змија и тако му пренијела своје магичне моћи.

## Симболика змије
Многи су филолози такођер настојали доказати повезаност имена Илира са змијом. Први је то учинио О. Групе, да би Словенац Карел Оштир касније пронашао повезницу, и то код индоевропских Хетита, у називу Иллурјанке, велике митске змије. Приказ змије се може виђети на разним наруквицама, огрлицама, фибулама, итд. Такви су прикази већ од 5. ст. пр. Кр. особито чести у Македонији, Босни и Херцеговини, Црној Гори, Албанији. Змија се појављује као чуварица кућног огњишта, чуварица гроба, симбол плодности, хтоничко божанство, апотропејска животиња, тотем, демон вода, итд. Као симбол јужних Илира, змија ће одолијевати недаћама које ће задесити Илире те, заједно с њима, надживјети неколико стољећа дуг процес романизације, као и многе повијесне и културне промјене. Хршћанство ће покушати искоријенити тај илирски симбол, али то му никада неће успјети у потпуности. Појава култа змије само у јужним крајевима наводи нас да разликујемо два јасно дефинирана религиозна комплекса –јужни комплекс култа змије с разноврсним манифестацијама те сјеверни комплекс култа Сунца. Велику скупину чине симболи који говоре о празновјерју Илира. Они су, наиме, као амулете око врата вјешали многе предмете а срећу, као и предмете слична дјеловања. Задаћа амулета била је штитити власника од непријатеља, злог погледа, и сл.
Споменути амулети и симболи нису били довољни да човјека заштите од разних опасности, а засигурно нису нудили ни одговоре на многа питања која су се односила на опстојност и смисао живота. То је била задаћа моћнијих заштитника – антропоморфних богова који су могли разумјети проблеме Илира и којима су се могли молити те обраћати за помоћ.

## Богови
О Илирским боговима знамо тек оно што су нам они сами оставили након што су пали под Римску власт, из времена када су, по узору на Римљане, својим боговима подизали споменике на којима се по први пута појављују оригинална имена илирских богова. Илири ће и под Римљанима наставити са поштовањем властитих богова, а прихватит ће и оне римске богове који су по својим атрибутима слични или једнаки њиховима. Тако се у натписима често могу прочитати имена илирских богова с именима одговарајућих римских богова. Неријетко ће римско име потпуно истиснути илирско, но пажљива анализа натписа и иконографских приказа тих божанстава показује да се под римским именом крије илирско божанство које, осим имена, нема ништа римскога у себи. Прва ствар која се уочава при разматрању илиских божанства јест чињеница да се поједина имена појављују само у одређеном простору. Тако се, на примјер, у Истри појављује низ имена божанстава која нећемо сусрести на другим просторима: божица Фиа, Мелесоцус, Бориа, Ириа, и други. Већ на територију Либурна проналазимо друга имена па тако и Анзотицу која се подудара с римском божицом Венером, Ицу којој је, у близини извора који се и данас по њој зове Ика, подигнут споменик у Фланони (Пломин), Иутосицу, Латру, Сентону, итд. На подручју Јапода најзначајније је божанство био Биндус, чије је светиште откривено код рјечице Привилице код Бихаћа. У натписима га се ословљава као заштитника извора и вода, по чему би био најближи Нептуну, римскоме богу мора и извора. Заштитник извора био је и илирски бог Бинд који се у натписима спомиње с пратиљом Тханом. У близини Топуског откривене су четири завјетне аре посвећене управо њима. У Топуском су откривени и остаци храма Силвану, римскоме богу шума. По атрибутима, Видасус и Силван једнаки су богови. Сукладно томе, Тхана би могла бити изједначена с римском Дианом која је богиња лова, дивљачи и природе. Претпоставља се да је овај божански пар у илирској хијерархији богова имао врло важно, а можда и најважние, мјесто, а можда и најважније у илирској хијерархији богова. На њихову важност упућују и бројни споменици, посебно на подручју Далмата, подигнути у част Силвану, Диани и њених нимфа. На сликама и Силван и Видасус имају сирингу, врло распрострањен инструмент састављен од пет, шест или седам цијеви.
Како су Илири вољели уживати у алкохолу, имали су и бога вина који је атрибутима сличан грчком богу Дионису. Лексикограф Хезикије спомиње бога Дуалоса који се веже уз вино и пијанство, а којега налазимо код Пеонаца.
Натписи у Босни и Херцеговини спомињу и неколико домаћих божанстава, но некима од њих не знамо ни имена јер су сачувана само римска називља. Један је од њих и Арматус, божанство које не постоји у Римском пантеону, и које је, ако је судити по пронађеним жртвеницима, највјероватније био локални бог рата. Слично је и с Либером који је врло сличан Силвану или Терминусом који је, како му и само име каже, највјероватније био заштитником међа. На жртвенику из Илиџе крај Сарајева можемо ишчитати име бога Таденуса који је био идентифициран с римским богом Аполоном. Натпис потиче из 3. века, те се сматра да он није илирскога, већ трачкога порекла јер у то доба на тлу Илира сусрећемо мноштво римских, оријенталних и других богова.
Од илирских богова треба споменути и Медаруса који на илирскоме тлу и није оставио неког трага. Но, његово је постојање нам посвједочено у Ламбесију, у Нумидији – у тамошњем је храму, наиме, један Илир у склопу Римске војске, подигао два натписа о њему. Стручњаци који су покушали реконструирати лик Медаруса и његове атрибуте пошли су од претпоставке да су натписи подигнути у храму бога Ескулапа (врло поштованога у Илирику) и од етимологије самог имена Медарус. Закључак је двојак: док једни сматрају да се ради о богу лијечништва, други су склонији теорији да је Медарус бог рата, што поткрепљују описом што га налазимо у натпису.
Треба споменути и богове Драцона и Драцена који представљају остатке старога култа змија. Натпис је откривен у мјесту Сопот близу Титовог Велеса. тј. на подручју на којему је у праисториско доба култ змија био врло јак. У овим натписима није тешко уочити домаћи божански змијски пар.
Натписи из римскога доба доносе још низ других илирских богова -некима од њих знамо тек име, док се о другима могу скупити незнатне информације идентификацијом са сродним римским боговима, што никако није довољно да се утврди представља ли одређени бог остатак из предримскога раздобља. Теже је установити што је у илирским божанствима, које покушавамо реконструирати по атрибутима из римскога доба, изворно илирско, а што је њиховом изворном идентитету додала вишестољетна романизација -нити су антички писци много писали о вјеровањима Илира, нити су Илири имали писмо које би нам омогућило више сазнањаи о њиховим вјеровањима, митовима и легендама. Илирска ће нам митологија вјероватно заувијек остати непознаницом.